# Archanara arundineta
Archanara arundineta är en fjärilsart som beskrevs av Schmidt 1858. Archanara arundineta ingår i släktet Archanara och familjen nattflyn. Inga underarter finns listade i Catalogue of Life.